# Live at the Royal Albert Hall (album de Bring Me the Horizon)
Pour les articles homonymes, voir Live at the Royal Albert Hall.
Albums de Bring Me the Horizon
That's the Spirit
(2015) Amo
(2019)
Albums live de Bring Me the Horizon
Live at Wembley
(2015)
Live at the Royal Albert Hall est le deuxième album live de Bring Me the Horizon, sorti le 2 décembre 2016.
Le concert est enregistré le 22 avril 2016 au Royal Albert Hall à Londres. Le groupe est accompagné du Parallax Orchestra dirigé par Simon Dobson.

## Liste des titres
| No  | Titre                                                                          | Album                                                                                | Durée |
| --- | ------------------------------------------------------------------------------ | ------------------------------------------------------------------------------------ | ----- |
| 1.  | Intro (Overture: At the Earth's Curve)/Doomed (intro composé par Simon Dobson) | That's the Spirit                                                                    | 7:24  |
| 2.  | Happy Song                                                                     | That's the Spirit                                                                    | 4:43  |
| 3.  | Go to Hell, for Heaven's Sake                                                  | Sempiternal                                                                          | 5:09  |
| 4.  | Avalanche                                                                      | That's the Spirit                                                                    | 5:29  |
| 5.  | It Never Ends                                                                  | There Is a Hell, Believe Me I've Seen It. There Is a Heaven, Let's Keep It a Secret. | 6:07  |
| 6.  | Sleepwalking                                                                   | Sempiternal                                                                          | 4:57  |
| 7.  | Empire (Let Them Sing)                                                         | Sempiternal                                                                          | 4:14  |
| 8.  | Throne                                                                         | That's the Spirit                                                                    | 4:05  |
| 9.  | Shadow Moses                                                                   | Sempiternal                                                                          | 5:09  |
| 10. | True Friends                                                                   | That's the Spirit                                                                    | 6:15  |
| 11. | Follow You                                                                     | That's the Spirit                                                                    | 3:54  |
| 12. | Can You Feel My Heart                                                          | Sempiternal                                                                          | 6:00  |
| 13. | Antivist                                                                       | Sempiternal                                                                          | 4:32  |
| 14. | Drown                                                                          | That's the Spirit                                                                    | 7:09  |
| 15. | Oh No                                                                          | That's the Spirit                                                                    | 8:26  |